# 高知県立高知南中学校・高等学校
高知県立高知南中学校・高等学校（こうちけんりつ こうちみなみちゅうがっこう・こうとうがっこう）は、高知県高知市桟橋通六丁目に所在した県立中学校・高等学校（中高一貫校）。

## 概要
中高一貫教育が行われている。中学校から高等学校へ原則全員が進学し、高等学校へは毎年120名程度が外部の中学校から入学する。
「自由と規律」を教育目標に掲げており、学力の向上と人間性の涵養を教育の軸にしている。また、キャリア教育や外国語教育に力を入れており、SELHi認定校である。
高等学校では普通科、国際科ともに第2外国語として中国語、または韓国語を学ぶことが出来る。
中学校の生徒は、希望の学科を選んで高等学校へ進学する。ただし、国際科は20名までとなっている。

## 中学校の入学試験
適性検査と作文（400字前後）、面接を実施する。
- 定員60名。倍率は毎年2倍以上で、高知県内の県立中学校で最も倍率が高い。
- これまでに出題された問題や作文テーマなどは、高知県庁ホームページ - 高等学校課で公開されている。

## 高等学校の設置学科
普通科は、2年次から人文I類、人文II類、科学のいずれかのコースに分かれる。
- 普通科: 定員200名、うち外部からの募集定員100名
  - I類: 文系大学への進学を目的とする。
  - II類: 大学のほか、専門学校や公務員など多様な進路を目的とする。
  - III類(特進): 理系国公立大学への進学を目的とする。
- 国際関係に関する学科
  - 国際科: 定員40名、うち外部からの募集定員20名
語学・文系大学への進学を目的とする。

## 卒業後の進路
毎年四年制大学へ80名前後が進学しており、うち国公立大学へ25名程度が進学している。国公立大学進学者の半数以上は内部生である。
その他に、短期大学や専門学校、また少数だが就職を選択する生徒もいる。

## 沿革
- 1987年（昭和62年） - 開校。
- 2002年（平成14年） - 中学校併設。
- 2021年（令和3年）4月 - 高等学校・中学校とも生徒募集停止[2]
- 2023年（令和5年）4月1日 - 閉校[2]

## アクセス
- 最寄駅: とさでん交通桟橋線桟橋車庫前停留場
- 最寄バス停: 桟橋通五丁目(とさでん交通)

## 出身者
- 岡本真夜（歌手）
- 池透暢（車いすラグビー選手）
- 櫻井つぐみ（レスリング選手）
- 清岡幸大郎（レスリング選手）
- 清岡もえ（レスリング選手）
- ビーグル38能勢（芸人、元ビーグル38メンバー）